# Mariano Osorio

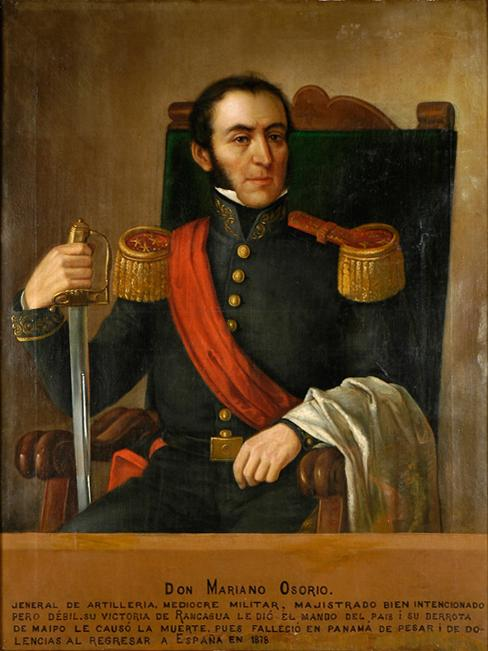
Mariano Osorio

Mariano Osorio (Sevilha, Espanha, 1777 — Havana, Cuba, 1819) foi um militar e governador da Coroa Espanhola no Chile (1814-1815). É uma das figuras fundamentais da Independência do Chile e da Reconquista espanhola, sendo que foi o comandante das forças reais que triunfaram na Batalha de Rancagua. 
Faleceu em 1819 em Cuba, de malária.